# Þrúðr

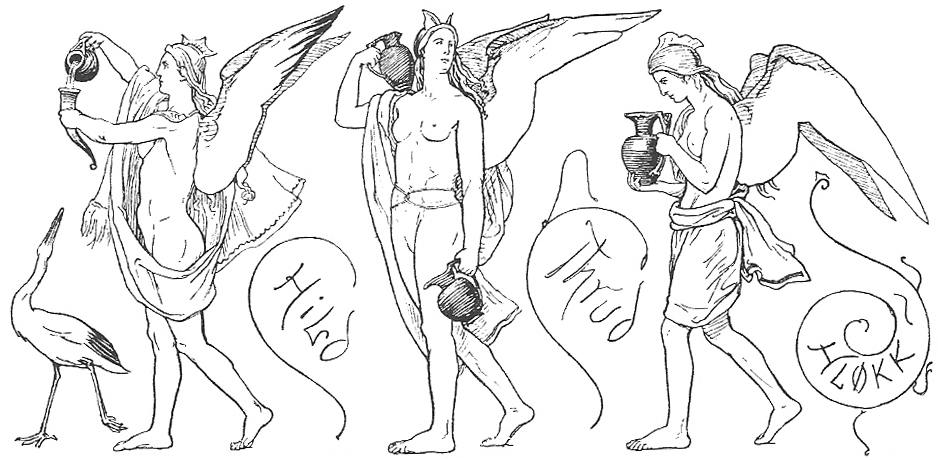
Le valchirie Hildr, Þrúðr e Hlökk mentre bevono la birra nel Valhalla (Illustrazione di Lorenz Frølich)

Þrúðr (talvolta traslitterato come "Thrud" o "Thrúd") è una valchiria, figlia di Thor e Sif nella mitologia norrena.
Þrúðr è sorella di Móði e sorellastra di Magni. Þrúðr era stata promessa ad Alvís, un nano, a patto che quest'ultimo forgiasse armi per gli dèi. Thor escogitò un piano per impedire al nano di sposare sua figlia: gli disse che, a causa delle sue piccole dimensioni, doveva dimostrare la sua saggezza. Il nano acconsentì, e il dio cominciò a interrogarlo finché il Sole non sorse. Poiché tutti i nani si pietrificano all'istante non appena esposti alla luce del sole, Alvis rimase pietrificato e Þrúðr non dovette più sposarlo.
Þrúðr è citata sia nell'Edda poetica, dove uno dei poemi che la compone è l'Alvíssmál ("il discorso di Alvís), che nell'Edda in prosa di Snorri Sturluson.
Alla fine la ragazza diventerà una valchiria al servizio di Odino.

## Nella cultura di massa
Nel manga di Record of Ragnarok, Þrúðr è una delle Valchirie che aiuta gli umani nel torneo del Ragnarok.
Nel videogioco God of War Ragnarök appare come personaggio secondario. Anche nel gioco lei è figlia di Thor e sorella di Magni e Modi, ma non è ancora una valchiria essendo una adolescente. Stringerà un legame di amicizia con uno dei due protagonisti, Atreus, mentre con Kratos avrà pochi contatti.